# Guyra

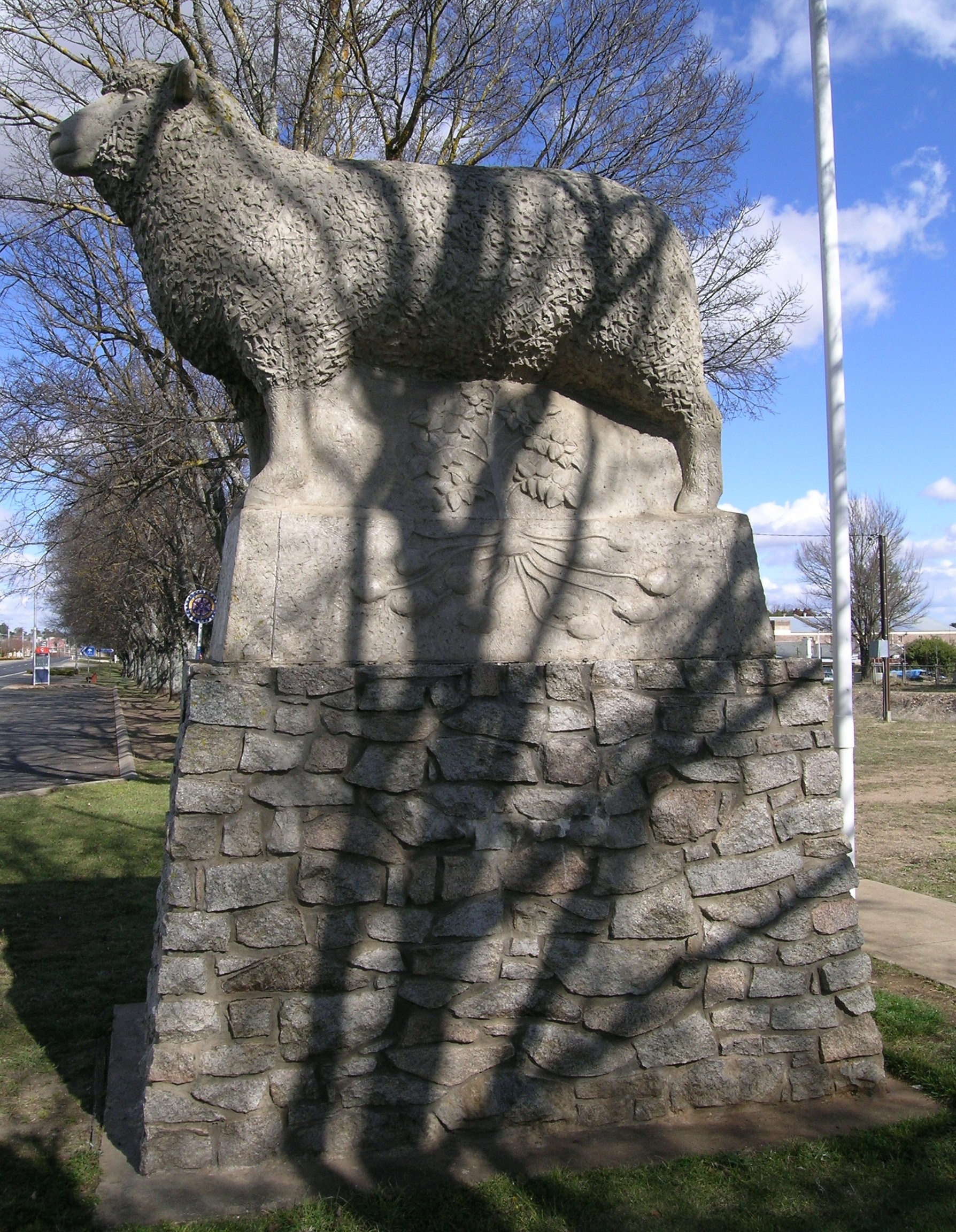
Standbild zu Ehren der Lammfleisch- und Kartoffelproduktion in Guyra

Guyra ist eine Stadt im Nordosten des australischen Bundesstaates New South Wales. Sie liegt im nördlichen Tafelland von New England auf einer vulkanischen Hebungszone, ca. 45 km nördlich von Armidale und ca. 75 km südlich von Glen Innes. Mit 1.330 m Seehöhe ist sie eine der höchstgelegenen Städte Australiens. Guyra war das Verwaltungszentrum des Guyra Shire, das 2016 in der Armidale Region aufging. Die Stadt hatte bei der Volkszählung 2017 eine Einwohnerzahl von 2.077.

## Geschichte
Der Aboriginesstamm der Anaiwan lebte ursprünglich in der Region um das heutige Guyra. Anfangs hieß der Ort Hillgo'el oder Illgoel. Dies ist ein Wort aus der Sprache der Yukambal und bedeutet im Deutschen 'Sumpf'. Der Name Guyra soll von einem aus der Sprache der Anaiwan abstammen, das im Deutschen 'Weißer Kakadu' oder 'Platz zum Fischen' bedeutet.
Um 1835 ließen sich die ersten europäischen Bauern in der Gegend nieder. Alexander Campbell übernahm die Guyra Station, die auch das heutige Stadtgebiet umfasste. Die Olara Station – heute der Ort Wandsworth – wurde 1838 besiedelt und hatte ab 1876 die erste Kirche im Verwaltungsgebiet Guyra. 1840 war Donald McIntyre als Pächter von Gyra eingetragen und 1848 wurde Guyra – damals 61 km² groß – an Charles William Marsh verpachtet.
Die Great Northern Railway Line wurde 1884 bis Guyra verlängert und am 20. März 1885 wurde Guyra zum Dorf erhoben. Die Milchwirtschaft war in den 1890er-Jahren der wichtigste Wirtschaftszweig. Danach wurde der Kartoffelanbau beliebter. Das erste Postamt wurde am 1. Mai 1877 eröffnet.
Guyra stand am 5. Februar 1960 im nationalen Fokus, als ein vier Jahre alter Junge namens Steven Walls auf einem Feld nördlich der Stadt seinem Vater davonlief und vier Tage lang verschwunden blieb. Hunderte von Freiwilligen durchkämmten die Gegend nach dem Jungen. Schließlich fand man ihn schlafend an einem Baumstamm. Er fragte seine Retter als Erstes: „Wo ist mein Vater, wo ist mein Vater?“ Daraus entstand später der Hit Little Boy Lost von Johnny Ashcroft. 1978 entstand ein Film mit dem Titel Little Boy Lost, bei dem viele Bewohner der Gegend als Statisten mitspielten. Er wurde in ganz Australien gezeigt. Steven Walls lebt heute noch in der Gegend.

## Wirtschaft
In Guyra gab es bis 1995 ein großes Schlachthaus mit bis zu 350 Angestellten und Arbeitern. Heute befindet sich in dem Gebäude eine Zuchtstation für Angorakaninchen. Die wichtigsten Wirtschaftszweige sind heute die Erzeugung von feiner Schafswolle, Lamm- und Rindfleisch, Kartoffeln und Tomaten. Ein 20 ha großes Treibhaus ist in der Stadt entstanden. Bei dieser Firma arbeiten 240 Arbeiter und erzeugen jährlich 12 Mio. kg Tomaten. Damit ist sie der größte Tomatenerzeuger Australiens. Mit seinen erstklassigen Tomaten gewann Guyra 2007 den Northern Inland Development Innovation Award for Agriculture (dt.: Preis des nördlichen Landesinneren (von New South Wales) für die Entwicklung von Innovationen für die Landwirtschaft) und auch den Innovator of the Year Award (dt.: Preis für den Erfinder des Jahres).

## Verkehr
Guyra liegt am New England Highway (Nationalstraße 15), 35 Straßenkilometer nördlich von Armidale und 59 Straßenkilometer südlich von Glen Innes. Eine Verbindungsstraße von Ebor (am Waterfall Way (Staatsstraße 78)) nach Inverell (am Gwydir Highway (Australian Route 38)) quert die Stadt in West-Ost-Richtung.
Die Gleise der Great Northern Railway Line führen noch durch Guyra. Die Strecke nördlich von Armidale wurde jedoch aufgelassen.

## Veranstaltungen
Das wichtigste jährlich stattfindende Fest ist das Lamb and Potato Festival (dt.: Lamm-und-Kartoffel-Fest) im Januar. Weitere Veranstaltungen sind die im Februar stattfindende Guyra Show und der Rotary Christmas Carnival im Dezember. Am 14. März 2009 fand die erste Mountain Bike Challenge statt. Sie sollte Spenden für den Westpac Rescue Helicopter (dt.: Rettungshubschrauber) erbringen.

## Sport und Vereinsleben
Der Bowlingclub von Guyra rühmt sich, das höchstgelegene Bowlinggelände der südlichen Hemisphäre zu besitzen. Dies stimmt allerdings nicht, da das Bowlinggelände des Clubs in Johannesburg in Südafrika einige Hundert Meter höher liegt.
Es gibt  viele örtliche Vereine, wie den Lions-Club und den Rotary-Club. Daneben werden viele Sportarten in Guyra betrieben, wie z. B. Australian Football, Polocrosse, Fußball und Cricket, in denen es auch lokale Teams gibt. An Sportstätten gibt es ein Bowlinggelände, Tennisplätze, ein Cricketfeld, Hockeyfelder und einen Schießstand.

## Natur und Tourismus
Guyra liegt an der Mother of Ducks Lagoon, dem Kratersee eines längst erloschenen Vulkans. Das dortige Naturreservat hat nationalen Rang. Golfplatz, Picknickplätze und ein Wanderweg zu einer Aussichtsplattform liegen alle am Seeufer.
Guyra ist Wasserscheide. Alle Flüsse östlich der Eisenbahnlinie (u. a. der Guyra River) fließen in den Pazifik, während die westlich davon letztlich in den Murray River und damit in den Indischen Ozean münden.

## Klima
Guyra zählt wegen seiner Höhenlage zu den kältesten Orten in New South Wales. Durchschnittlich gibt es 59 Frostnächte pro Jahr.

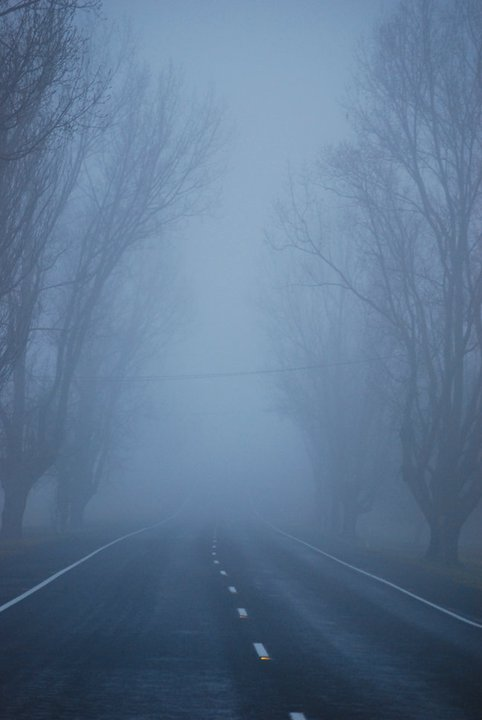
Einfahrt nach Guyra an einem nebligen Wintermorgen

|                       | Jan   | Feb  | Mär  | Apr  | Mai  | Jun  | Jul  | Aug  | Sep  | Okt  | Nov  | Dez   |   |       |
| Mittl. Tagesmax. (°C) | 24,5  | 23,5 | 21,7 | 18,3 | 14,1 | 11,1 | 10,2 | 11,9 | 15,4 | 18,8 | 21,5 | 23,8  | ⌀ | 17,9  |
| Mittl. Tagesmin. (°C) | 10,8  | 10,9 | 9,2  | 5,6  | 2,4  | 0,3  | −0,6 | 0,1  | 2,4  | 5,4  | 7,6  | 9,9   | ⌀ | 5,3   |
|                       |       |      |      |      |      |      |      |      |      |      |      |       |   |       |
| Niederschlag (mm)     | 112,9 | 93,9 | 71,7 | 48,0 | 50,7 | 61,1 | 59,6 | 54,3 | 57,6 | 81,2 | 87,4 | 101,3 | Σ | 879,7 |

| 10,8 |

| 10,9 |

| 9,2 |

| 5,6 |

| 2,4 |

| 0,3 |

| −0,6 |

| 0,1 |

| 2,4 |

| 5,4 |

| 7,6 |

| 9,9 |

| 10,8 |

| 10,9 |

| 9,2 |

| 5,6 |

| 2,4 |

| 0,3 |

| −0,6 |

| 0,1 |

| 2,4 |

| 5,4 |

| 7,6 |

| 9,9 |